# 加計孝太郎
加計 孝太郎（かけ こうたろう、1951年〈昭和26年〉7月2日 - ）は、日本の教育者。加計 晃太郎（かけ こうたろう）とも表記される。学校法人加計学園理事長・総長、日本私立大学協会理事。

## 来歴
広島県出身。父親は加計学園グループ創始者の加計勉。立教大学文学部卒業。カリフォルニア州立大学ロングビーチ校（州立大を構成する多数の校舎の一つ）に語学留学。アメリカ合衆国に語学留学中、安倍晋三と知り合い、以来、親交を深めた。
2001年、父親の跡を継いで加計学園理事長に就任。拡大路線を展開し、西日本有数の学校法人グループを築き上げた。
2009年の総選挙で落選した萩生田光一は2012年に議員に返り咲くまでの間、加計学園が運営する千葉科学大学危機管理学部で客員教授を務めた。同年12月26日、安倍晋三が首相に就任。
2013年5月5日から6日にかけて安倍は山梨県鳴沢村の別荘で萩生田、加計らと過ごした。同年5月10日、萩生田はブログを更新し、別荘でバーベキューをした際の3人の写真を掲載した。同年5月24日から26日にかけて安倍はミャンマーを訪問。このとき安倍は加計を同行させ、ヤンゴンからネピドーまで政府専用機に搭乗させた。
2014年4月、千葉科学大学は看護学部を設置。同年5月24日、学部開設と開学10周年を祝う記念式典が開かれ、来賓として招かれた安倍は加計に触れ、「どんな時も心の奥でつながっている友人。私と加計さんはまさに腹心の友だ」と述べた。首相が防衛大学校以外の大学の式典に出席するのは異例のことであった。加計は「（安倍に）年間1億くらい出している」と証言しており、安倍もこの頃「加計さんは俺のビッグスポンサーなんだよ」と語った。
2017年3月3日、愛媛県今治市は、同市に新設予定の岡山理科大学獣医学部をめぐり、16.8ヘクタール、約36億7500万円相当の土地を加計学園に無償譲渡する議案と、学校の総事業費192億円のうち半分の96億円を市の補助金で負担することなどを盛り込んだ2016年度補正予算議案を市議会に提出した。同日、無償譲渡議案は賛成多数で、補正予算議案は全会一致で可決された。日刊ゲンダイ（3月4日）や朝日新聞出版のニュースサイト「AERA dot.」（3月6日）などはいち早くこのニュースを報じた。折しも国会では同年2月から、安倍昭恵夫人が名誉校長に就任していた小学校の新設予定地の国有地売却をめぐる問題が連日取り上げられており、両メディアとも「第2の森友」と見出しに掲げた。「モリカケ問題」（森友学園問題と加計学園問題を合わせた俗称）は同年10月の衆院選の大きな争点となったが、加計がこの年、公の場に出ることは一度もなかった。
2018年5月21日、安倍と2015年2月25日に面会したことなどを記録した愛媛県職員作成の文書が参議院に提出され、安倍による国会答弁との矛盾が問題となった。同年6月19日、初めて公の場に現れ25分間の記者会見に臨み、安倍との面会について「記憶にもないし、記録にもなかった」と否定した。また、愛媛県などに誤った情報を伝えたとして、部下の処分と自身の月給の10％1年間自主返納を表明した。会見は地元記者限定で、時間も25分で打ち切られたため、愛媛県庁の記者クラブは改めて会見を要請したが学園側は「予定はない」と回答した。同年7月11日、愛媛県議会は加計学園に「対外的な説明責任をしっかりと果たし、コンプライアンスとガバナンスを確立する」ことを求める決議を全会一致で可決した。
同年10月8日、加計は県議会の決議を受けて2度目の記者会見を開いたが、質問に対し「わからない」「記憶にない」と繰り返した。

## 人物

### 家族
- 父は加計学園グループ創始者の加計勉[3]。広島県豊田郡安芸津町（現東広島市）の旧家の分家筋の生まれであったが、生家は農地改革で土地の大半を失い、自身は教諭の道を志した[7]。
- 姉は順正学園理事長の加計美也子。経営方針が合わず2010年から絶縁状態といわれる[30]。

### 役職
- 広島加計学園の学園長、フィンドレー大学の理事を兼任。
- 日本私立大学協会理事、岡山県国際交流協会理事、岡山県郷土文化財団理事[5]、岡山県日中教育交流協議会参与[31]、特定非営利活動法人「日本・ミャンマー医療人育成支援協会」顧問[32]、岡山北ゴルフ倶楽部理事[33]。公益財団法人マルセンスポーツ・文化振興財団理事[34]。
- 自由民主党の岡山県自治振興支部代表を務める[35][36][注 1]。
- 教科書改善の会賛同者[38]。